# Białoskórnictwo

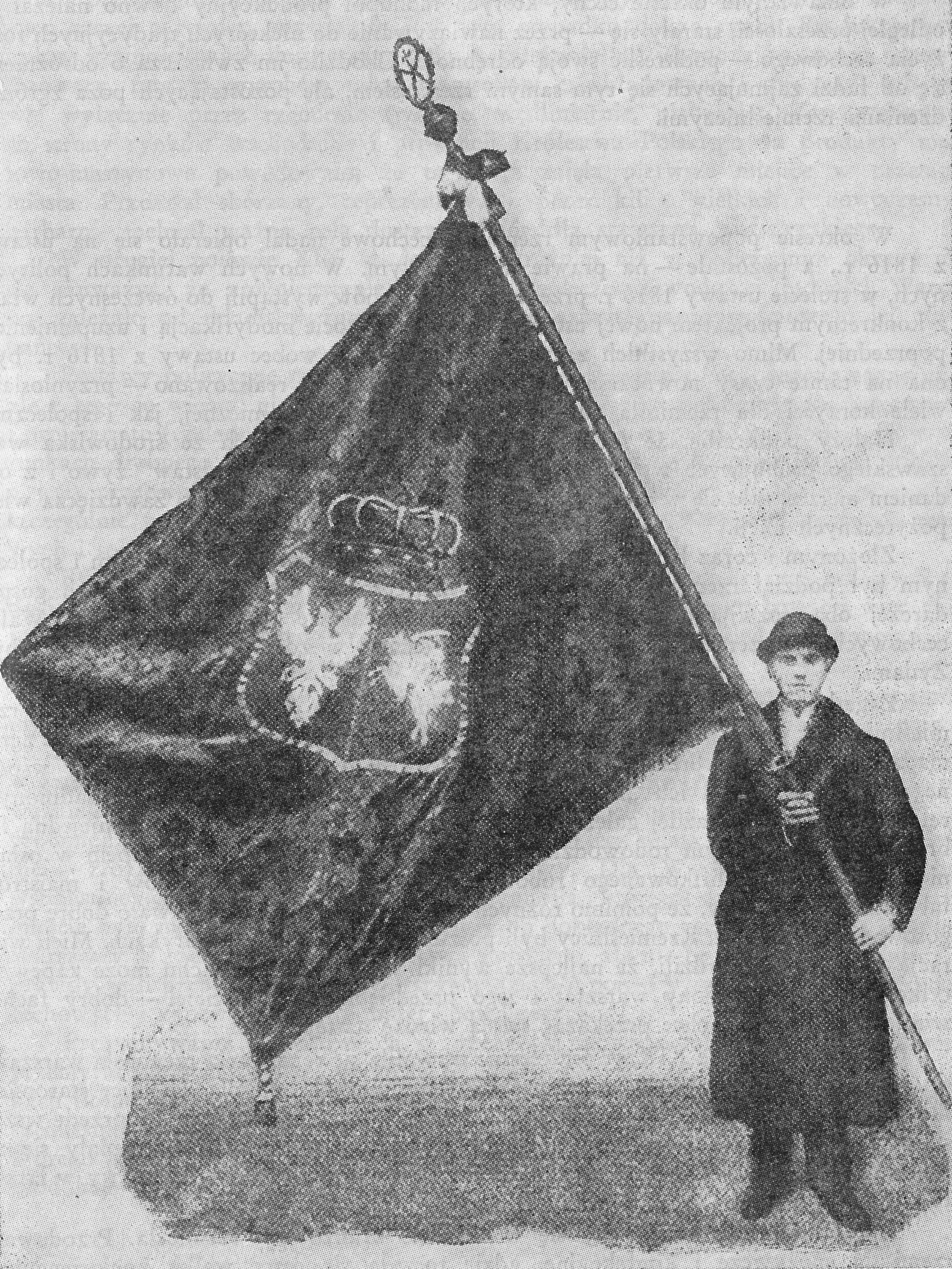
Sztandar warszawskiego cechu białoskórników „Wacław”. Nazwa pochodzi od imienia starszego cechu Wacława Piskorskiego z okresu międzywojennego

Białoskórnictwo – rzemiosło garbarskie specjalizujące się w wytwarzaniu cienkich, delikatnych skór na rękawiczki i odzież.
W procesie natłuszczania używano ałunu glinowego i żółtek. Skóry przed garbowaniem były mocno zwapnione i starannie obrobione mechanicznie. Cechy białoskórnicze posiadały folusze, w których ugniatano skóry. Garbowano głównie skóry pochodzące z kozłów, baranów, cieląt, łosi, jeleni, saren.
Pierwsze cechy białoskórnicze znajdowały się we Wrocławiu (1420), Gdańsku, Toruniu, Krakowie (z foluszem), Poznaniu, Raciborzu, Niemodlinie i Głogowie. Cech białoskórników jest wymieniany jako jeden z ponad sześćdziesięciu cechów obecnych w Poznaniu w XVI w.